# Saint-Preuil
Saint-Preuil è un comune francese di 324 abitanti situato nel dipartimento della Charente, nella regione della Nuova Aquitania.

## Società

### Evoluzione demografica
Abitanti censiti